# Christie Morreale
Christie Morreale (Ougrée, 14 juni 1977) is een Belgisch politica voor de Parti Socialiste (PS). Van september 2019 tot juli 2024 was ze minister in de Waalse Regering.

## Levensloop
Christie Morreale werd geboren in een gemengd gezin met een Italiaanse vader en een Belgische moeder. Na haar middelbare studies aan het Koninklijk Atheneum van Seraing behaalde ze in 2000 het diploma van licentiate in de criminologie aan de ULB.
Ze trad in 1993 op zestienjarige leeftijd toe tot de PS en werd actief bij jongerenafdeling Jeunes Socialistes, waarbinnen ze secretaris was van de lokale afdeling in Ougrée. Na haar studies ging tussen 2000 en 2010 aan de slag op verschillende socialistische ministeriële kabinetten. Van 2000 tot 2003 was ze raadgever voor gelijke kansen, binnenlandse zaken en justitie en van 2003 tot 2005 juridisch adviseur op het kabinet van vicepremier Laurette Onkelinx. Daarna was ze van 2005 tot 2009 raadgever binnenlands bestuur op het kabinet van Waals minister Philippe Courard en van 2009 tot 2010 hoofd van de cel gelijke kansen op het kabinet van Waals minister Eliane Tillieux. Als onderdeel van de verjonging en vervrouwelijking van het politiek personeel van de PS werd Morreale in oktober 2003 door partijvoorzitter Elio Di Rupo aangesteld tot nationaal vicevoorzitter van de partij, hetgeen ze bleef tot in december 2011. Van 2003 tot 2019 zat ze in de partij ook een werkgroep over de gelijkheid tussen vrouwen en mannen voor en van 2017 tot 2019 was ze vicevoorzitter van de vrouwenwerking van de Socialistische Internationale.
In oktober 2006 werd Morreale voor de PS verkozen tot gemeenteraadslid van Esneux. Van 2006 tot 2012 werd ze schepen van Jeugd, Sociale Zaken, Sport en Gelijke Kansen en van 2012 tot 2014 was ze eerste schepen bevoegd voor Leefmilieu, Sociale Zaken, Jeugd, Gezondheid, Huisvesting en Gelijke Kansen. Daarna was ze tot 2018 titelvoerend schepen. Ze nam daarnaast verschillende bestuursmandaten op. Van 2004 tot 2009 was ze bestuurslid bij de SOFICO, de Waalse overheidsdienst voor het herstel en onderhoud van de infrastructuur, van 2009 tot 2011 voorzitter van de raad van bestuur van afvalintercommunale Intradel, van 2013 tot 2017 bestuurder bij de UVCW, de Waalse vereniging van steden en gemeenten en van juni tot oktober 2013 lid van het directiecomité van SPI, het agentschap voor economische ontwikkeling van de provincie Luik.  
Na kandidaat te zijn geweest bij verschillende parlementsverkiezingen werd Morreale in december 2011 rechtstreeks gekozen senator in de Senaat ter opvolging van federaal minister Paul Magnette. Ze zetelde er tot in januari 2013, toen Magnette ontslag nam als minister om burgemeester van Charleroi te worden en zijn Senaatszetel weer innam. 
Later dat jaar, in oktober 2013, werd Morreale ter opvolging van Maggy Yerna parlementslid in het Waals Parlement en van het Parlement van de Franse Gemeenschap, ter opvolging van Maggy Yerna. Bij de verkiezingen van mei 2014 en mei 2019 werd ze in deze mandaten verkozen en ze zetelde tot in september 2019. In het Waals Parlement was ze lid van de commissies Energie, Huisvesting, Openbaar Ambt en Wetenschappelijk Onderzoek, Economie en Innovatie en Algemene Zaken en Internationale Relaties en van 2018 tot 2019 vicevoorzitter van de commissie Sociale Zaken, Gezondheid en Openbaar Ambt. In het Parlement van de Franse Gemeenschap zetelde ze in de commissies Hoger Onderwijs en Onderwijs en was ze van 2014 tot 2019 voorzitter van de commissie Onderwijs voor Sociale Promotie, Jeugd, Vrouwenrechten en Gelijke Kansen. Van juli 2014 tot september 2019 zetelde ze tevens als deelstaatsenator in de Senaat, waar ze vanaf juli 2019 fractievoorzitter was voor haar partij. In juli 2019 probeerde ze verkozen te geraken als voorzitter van de Senaat, maar ze werd verslagen door haar tegenkandidate Sabine Laruelle. 
In september 2019 werd ze in de Waalse Regering viceminister-president en minister van Werk, Opleiding, Sociale Actie, Gezondheid, Gelijke Kansen en Vrouwenrechten. Morreale oefende deze functies uit tot in juli 2024.
Bij de Waalse verkiezingen van 9 juni 2024 werd Morreale opnieuw verkozen in het Waals Parlement en werd ze weer volksvertegenwoordiger van de Franse Gemeenschap. Ze werd vervolgens aangesteld tot PS-fractievoorzitter in het Waals Parlement.